# Tóth Dezső (labdarúgó)
Tóth Dezső (szlovákul: Dezider Tóth, ukránul: Дезидерій Людвігович Товт, Deziderij Ljudvigovics Tovt, oroszul: Дезидерий Людвигович Товт, Deziderij Ljudvigovics Tovt) (Ungvár, Ungi zsupa, Csehszlovákia, 1920. szeptember 4. – Budapest, 2002. július 10.) csehszlovák, magyar, ukrán és szovjet labdarúgócsatár, labdarúgóedző és sportvezető. A magyar nemzeti bajnokság második osztályában negyedik helyezést ért el (1944), az ukrán másodosztályú bajnokságban kétszer szerzett bajnoki címet (1946, 1953) úgy, hogy 1946-ban a csapatával a szovjet kupa negyeddöntőse és 1953-ban az ukrán kupa elődöntőse is volt. A szovjet utánpótlás-csapatok közötti bajnokságának aranyérmese (1949). A nemzeti labdarúgó-válogatott olimpiai keretének tagjaként néhányszor képviselte a Szovjetuniót. Ungvár díszpolgára.

## Pályafutása
Az Ungvári népiskolában tanult és már 14 évesen bekerült Kárpátalja akkori legjobb sportklubja, az SK Rusj Užhorod ificsapatába, amelynek csapatkapitánya lett és amelyben Fedák László edző irányítása alatt elkezdődött a fokozatosan felfelé ívelő játékoskarrierje. A csapat 1936-ban megnyerte az országos szlovák bajnokságot és az 1936/1937-es idényben kijutott a csehszlovák profiligába. Játékosainak többsége tanár volt, és a csapat a távolabb fekvő városokban tartandó mérkőzéseire - Európában az elsők között - többnyire repülőgéppel utazott, amivel kiérdemelte a repülő tanárok becenevet. Az 1937-1938-as években tagja volt Kárpátalja ifjúsági labdarúgó-válogatottjának, amely eredményesen vette fel a harcot a többi kelet-szlovákiai csapattal. (Az első bécsi döntés (1938. november 2.) értelmében Felvidék és Kárpátalja egyes részeit visszacsatolták Magyarországhoz, és a visszatért területek futballcsapatai bekapcsolódtak a magyar labdarúgó-bajnokságba.) Az aktív pályafutását az Ungvári SK Rusj II-ben folytatta és 1939-ben bekerült a magyar nemzeti bajnokság második osztályában szereplő SK Rusj Ungvár felnőtt keretébe, amelynek rövidesen a kapitánya és gólkirálya is lett. Az ungvári csapat az 1943/1944-es szezonban az ő aktív részvételével a megtisztelő 4. helyett harcolta ki az NB II Északi csoportjában. A következő szezonban azonban több meccset már nem tudott lejátszani a magyar második osztályban, mert jött a front, a bajnokság félbeszakadt, illetve az első osztályú fővárosi csapatok részvételével hadi-bajnokságként decemberig folytatódott. Az Ungvári SK Rusj ezzel befejezte magyarországi szereplését.
A második világháborút lezáró párizsi békeszerződések Kárpátalját a Szovjetunióhoz csatolták, és az Ukrajna része lett. Tóth Dezsőt 1945 nyarán meghívták Munkács válogatott együttesébe, de 1946 tavaszán már átkerült az Ungvári Szpartak ukrán másodosztályú csapathoz, amely részvételével még abban az évben megszerezte az első országos bajnoki címét és eljutott a szovjet kupasorozat negyeddöntőjéig. Ennek a csapatnak is ő lett a kapitánya és a gólkirálya is. Az ungváriak később ismét jeleskedtek a kupamérkőzéseken és bejutottak az ukrán labdarúgókupa zárószakaszába, amelyre 1948. október 3-26. között került sor Kijevben a Dinamo Stadionban, és amelyben végül az Ungvári Szpartak akkori ellenfele - az első osztályú Dinamo Kijev - egy végig nagyon szoros, de kiegyenlített meccsen győzött 2:1-re, és a végén megnyerte a tornát. A kijeviek csapatában akkor már két korábbi ungvári játékos - Láver György és Fábián János - is szerepelt, és a mérkőzés után (1948. október 20.) - a labdarúgás történetében egyedülálló módon - Tóth Dezső mellett a Szpartak további hét oszlopos tagja is meghívást kapott a fővárosi sztárcsapatba, nevezetesen: Mihalina Mihály, Juszt Ernő, Komán Mihály, Szengetovszkij Zoltán, Gazsó László, Godnicsák László és ifj. Györffy Zoltán. (Ehhez, a magyar és csehszlovák labdarúgóiskolán felnövő, fiatal kárpátaljai tehetségekből álló csoporthoz két év múlva csatlakozott a munkácsi születésű Popovics Tibor is.) A Kijevi Dinamo utánpótlás kerete az ő részvételükkel 1949-ben kis-aranyérmeket szerzett az első ízben kiírt, a szovjet tartalékcsapatok közötti országos bajnokságban. A kijevi csapatban abban az évben már tíz fiatal kárpátaljai tehetség játszott, akik több éven keresztül elismert tagjai voltak a Dinamonak és kiemelkedő eredményeket értek el országos és nemzetközi szinten. 1950-ben Tóth Dezsőt egyhangúlag megválasztották a Dinamo kapitányának és abban az évben 11 találattal ő nyerte el a csapat gólkirályi címet is. A fővárosi klubnál három szezont töltött, a Szovjet labdarúgó-bajnokság első osztályában összesen 85 hivatalos mérkőzésen vett részt és 28 gólt szerzett. Az I. Ukrajnai Szpartakiád labdarúgótornáján őt választották meg a legtechnikásabb csatárnak és 1950-ben neki sikerült elnyernie a harmadik helyet az „Az év labdarúgója Ukrajnában” kitüntető címért folyó versengésben. Ettől kezdve többször jelölték a nemzeti olimpiai labdarúgó-válogatott csapatba.
1952-ben Tóth visszatért Ungvárra a Szpartakhoz, amelyben még több mint négy szezont töltött és amelynek színeiben 1953-van megszerezte a második országos bajnoki címét, s mindemellett 1952-ben az ukrán bajnokság 4. helyezettje és 1953-ban az ukrán kupasorozat elődöntőse is lett. Ebben az időszakban többször is szerepelt a 100 legjobb ukrán másodosztályú játékos (gólkirály) listáján.
Később visszavonulva a versenysporttól játékos- és pályaedzője, később pedig vezetőedzője volt az akkor már Hoverla Uzsgorod-ra átkeresztelt csapatnak. Az ungváriak az ő irányításával 1972-ben ezüstérmet szereztek az ukrán bajnokságban, 1973-ban pedig a megtisztelő negyedik helyet érték el.
Nyugdíjazásáig, hosszú éveken keresztül a Kárpátaljai Labdarúgó-szövetségben vállalt különböző feladatokat. Élete utolsó éveit, a feleségével együtt a felmenői történelmi hazájában, Magyarországon töltötte.

## Sikerei, díjai
Magyarország
- Magyar bajnokság
  - 4. hely: 1944

Ukrajna
- Ukrán bajnokság
  - bajnok: 1946, 1953
  - 2. hely: 1972
  - 4. hely: 1952, 1973
- Ukrán kupa
  - elődöntős: 1953

Szovjetunió
- Szovjet kupa
  - negyeddöntős: 1946
- Szovjet tartalékcsapatok bajnoksága
  - bajnok: 1949

## Ajánlott irodalom
- Fedák László. Kárpátalja a sporteredmények tükrében (37., 40., 43., 53., 55., 56., 57., 112., 117., 136. és 138. oldal). Ungvár: Karpati (1994) (ukránul)
- Krajnyanica Péter. A kárpátaljai labdarúgás története (46., 67., 91., 92., 96., 109. és 122. oldal). Ungvár: Karpati (2004) (ukránul)
- Mihalina László. Otthon minden kő megsegít... (27., 30., 44., 79., 96. és 106. oldal). Vác: Kucsák Könyvkötészet és Nyomda (2011)

## Fordítás
- Ez a szócikk részben vagy egészben  a(z)   Товт Дезидерій Людвігович című ukrán Wikipédia-szócikk ezen változatának fordításán alapul.  Az eredeti cikk szerkesztőit annak laptörténete sorolja fel. Ez a jelzés csupán a megfogalmazás eredetét és a szerzői jogokat jelzi, nem szolgál a cikkben szereplő információk forrásmegjelöléseként.